# Kolarevo Selo
Kolarevo Selo falu Horvátországban Belovár-Bilogora megyében. 

## Fekvése
Belovártól légvonalban 9, közúton 13 km-re délre, községközpontjától légvonalban 5, közúton 9 km-re északkeletre, közvetlenül a Nartai halastórendszer partján fekszik. Közigazgatásilag Ivanskához tartozik.

## Története
A Česma folyó melléke ezen a részen régen mocsaras volt, efölé emelkedett az a magaslat, ahol a falu létesült. A mocsaras területet később szabályozták és a helyén halastavat létesítettek. A falut a török kiűzése után a 17. század közepén katolikus horvát lakossággal telepítették be. 1774-ben az első katonai felmérés térképén „Dorf Kollarevo Szello” néven szerepel. A Horvát határőrvidék részeként a Kőrösi ezredhez tartozott. Lipszky János 1808-ban Budán kiadott repertóriumában „Kolarovoszello” a neve.  
Nagy Lajos 1829-ben kiadott művében ugyancsak „Kolarovoszello” néven 39 házzal, 201 katolikus vallású lakossal találjuk. A település 1809 és 1813 között francia uralom alatt állt. 
A katonai közigazgatás megszüntetése után Magyar Királyságon belül Horvátország része, Belovár-Kőrös vármegye Belovári járásának része lett. A településnek 1857-ben 238, 1910-ben 416 lakosa volt. 1918-ban az új szerb-horvát-szlovén állam, majd később Jugoszlávia része lett. 1941 és 1945 között a németbarát Független Horvát Államhoz, majd a háború után a szocialista Jugoszláviához tartozott. A háború után a fiatalok elvándorlása miatt lakossága folyamatosan csökkent. 1991-től a független Horvátország része. 1991-ben lakosságának 44%-a horvát, 43%-a szerb nemzetiségű volt. A délszláv háború idején mindvégig horvát kézen maradt. 1993 óta az önálló Ivanska község része, azelőtt Csázma községhez tartozott. 2011-ben a településnek 159 lakosa volt.

## Lakossága
| Lakosság változása | Lakosság változása | Lakosság változása | Lakosság változása | Lakosság változása | Lakosság változása | Lakosság változása | Lakosság változása | Lakosság változása | Lakosság változása | Lakosság változása | Lakosság változása | Lakosság változása | Lakosság változása | Lakosság változása | Lakosság változása |
| ------------------ | ------------------ | ------------------ | ------------------ | ------------------ | ------------------ | ------------------ | ------------------ | ------------------ | ------------------ | ------------------ | ------------------ | ------------------ | ------------------ | ------------------ | ------------------ |
| 1857               | 1869               | 1880               | 1890               | 1900               | 1910               | 1921               | 1931               | 1948               | 1953               | 1961               | 1971               | 1981               | 1991               | 2001               | 2011               |
| 238                | 276                | 288                | 362                | 421                | 416                | 465                | 420                | 408                | 417                | 417                | 317                | 269                | 227                | 198                | 159                |